# ابته
ابته (به فرانسوی: Abteh) در مراکش است که در guelmim-es semara واقع شده ‌است.

## خصوصیات
ابته ۳۹۰ نفر جمعیت دارد.